# ADN circulante tumoral

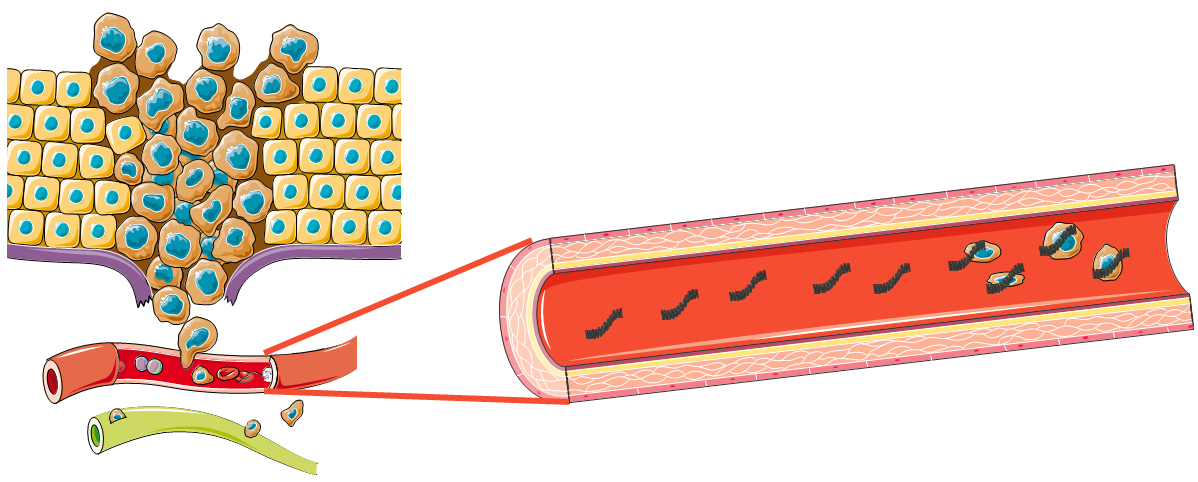
Representación gráfica del ADN circulante tumoral en el plasma sanguíneo.

El ADN circulante tumoral (ADNct o ctDNA, circulating tumor DNA, por sus siglas en inglés) es ADN liberado al torrente sanguíneo proveniente de células tumorales liberadas al mismo mediante una serie de mecanismos que no están del todo esclarecidos. Por lo tanto, su cuantificación y caracterización podría ayudar en el diagnóstico de cáncer, tratamiento y detectar recaídas, así como para determinar las mutaciones en células tumorales. La detección del ADNct en plasma supone una herramienta emergente en la clínica pues es mínimamente invasiva, empleándose, sobre todo, en el campo de la oncología, aun así, se necesitan más ensayos para poder estudiar la evolución del tumor y la adquisición de mecanismos de resistencia ante fármacos (farmacorresistencia). Existen técnicas basadas en genómica, como la secuenciación del genoma completo (WGS (Whole genome sequencing), por sus siglas en inglés), que posibilitan estudiar el ADNct en diferentes tipos de cáncer teniendo en cuenta las características genéticas del cáncer.